# Kenji Hatanaka
Kenji Hatanaka (畑中 健二?, Hatanaka Kenji; Prefettura di Kyoto, 28 marzo 1912 – Tokyo, 15 agosto 1945) è stato un militare giapponese, maggiore dell'esercito imperiale.

## Biografia
È stato uno degli autori del tentativo di colpo di Stato militare che, nella notte tra il 14 e il 15 agosto 1945, aveva come scopo di impedire all'Imperatore Hirohito di annunciare l'accettazione da parte del Giappone delle condizioni assunte alla conferenza alleata di Potsdam e la conseguente resa del Giappone. A seguito del fallimento del suo piano, si suicidò insieme agli altri cospiratori con un colpo di pistola alla testa davanti al Palazzo Imperiale.